# Штајнбах (Хунсрик)
Штајнбах (њем. Steinbach) општина је у њемачкој савезној држави Рајна-Палатинат. Једно је од 134 општинска средишта округа Рајн-Хунсрик. Према процјени из 2010. у општини је живјело 114 становника. Посједује регионалну шифру (AGS) 7140148.

## Географски и демографски подаци
Штајнбах се налази у савезној држави Рајна-Палатинат у округу Рајн-Хунсрик. Општина се налази на надморској висини од 400 метара. Површина општине износи 2,6 km². У самом мјесту је, према процјени из 2010. године, живјело 114 становника. Просјечна густина становништва износи 44 становника/km².